# Journal of Institutional and Theoretical Economics
Journal of Institutional and Theoretical Economics (Abkürzung: JITE) ist eine der ältesten Zeitschriften auf dem Gebiet der Nationalökonomie. Sie entstand 1986 aus ihrer Vorgängerzeitschrift, der 1844 gegründeten Zeitschrift für die gesamte Staatswissenschaft (Abkürzung: ZgS). Verlegt wird sie im Mohr Siebeck Verlag in Tübingen. Die Druckauflage beträgt 1000 Exemplare. JITE erscheint vierteljährlich. Jedes Heft enthält etwa 20 Aufsätze, die in englischer Sprache verfasst sind. Die Herausgeber der Zeitschrift sind Biung-Ghi Ju und Gerd Mühlheußer.